# Jan Hyrkán

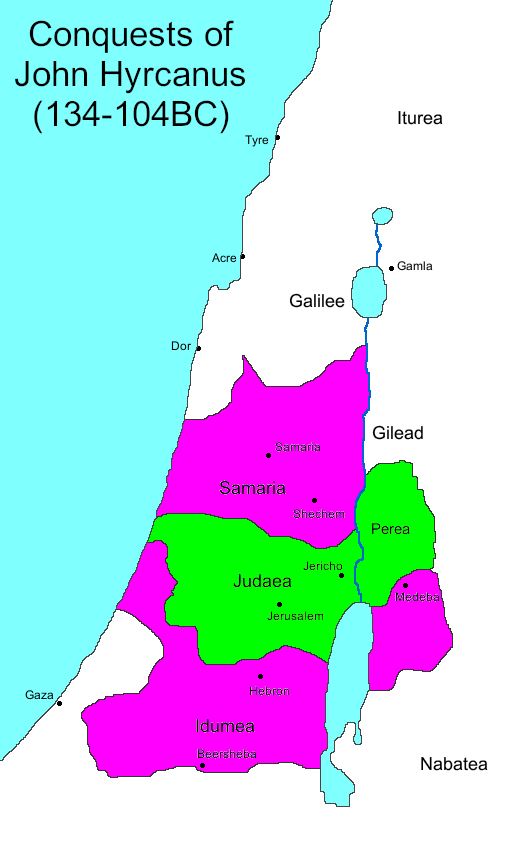
Judsko za Jana Hyrkána
zeleně: území roku 135 př. n. l.
fialově: dobytá území

Jan Hyrkán (také Johannes Hyrkanos I., hebrejsky יוחנן הורקנוס, řecky Ιωάννης Υρκανός) byl král Judska z hasmonejské (chašmonejské) dynastie, který vládl od roku 134 př. n. l. do své smrti roku 104 př. n. l..
Jan Hyrkán byl třetí syn Šimona Makabejského, který byl v únoru 134 př. n. l. spolu s oběma staršími syny Matatiášem a Jehudou při hostině zavražděn. Nastoupil po svém otci jako etnarcha Judska a zároveň velekněz, ne však jako král. Za svého panování území Judska výrazně rozšířil na sever, na jih i na východ.

## Panování
Příběh Makabejských líčí jak dvě biblické knihy (První a Druhá kniha Makabejská), tak Talmud i Flavius Iosephus. Když Hyrkán nastoupil na trůn, vpadl do Judska seleukovský panovník Antiochus VII. Sidetes, pustošil krajinu a nakonec oblehl Jeruzalém. Po dlouhém obléhání Hyrkán sjednal příměří, musel však platit velké výkupné a se svým vojskem podporovat Antiocha na jeho taženích. Kvůli výkupnému musel ještě vyloupit Davidovu hrobku, takže si znepřátelil prakticky celé Judsko.
Roku 128 př. n. l. však Antiochus padl na výpravě proti Parthům, seleukovská říše se rozpadla a Hyrkán postavil silnou žoldnéřskou armádu, s níž rozšířil své panství na všechny strany a dovedl Judsko na vrchol jeho moci. Počínaje rokem 113 př. n. l. dobyl postupně Samařsko, jehož obyvatele odvedl do otroctví a donutil k přijetí židovských zvyklostí, zbořil město i chrám na hoře Gerizim, a dobyl velkou část Edómu, jehož obyvatele také donutil konvertovat k judaismu.
Zároveň si zajistil podporu vzdálenějších mocností, na prvém místě Říma a jeho senátu, dále ptolemaiovského Egypta a konečně i řady důležitých měst, například Athén a Pergamonu. Na Hyrkánových mincích, nalezených v Betlémě, je nápis "Jonathan velekněz", na rubu stojí "Shromáždění Židů". Z toho se zdá, že nepanoval jako absolutní vládce, ale že jisté pravomoci svěřil nějaké radě, o níž ovšem nic víc nevíme.
Ve své poslední vůli Hyrkán stanovil, že úřad krále a velekněze nemá zastávat tatáž osoba. Zpřesnil odvádění desátku i dodržování svátečního klidu, čímž si získal zbožné vrstvy v Judsku, a i když se ke konci života přiklonil na stranu saduceů, je jeho obraz v Talmudu velmi příznivý. Podle Flavia měl pět synů, z nichž se však jeho nástupci stali pouze Aristobulos I. a Alexandr Jannaios..

## Rodokmen

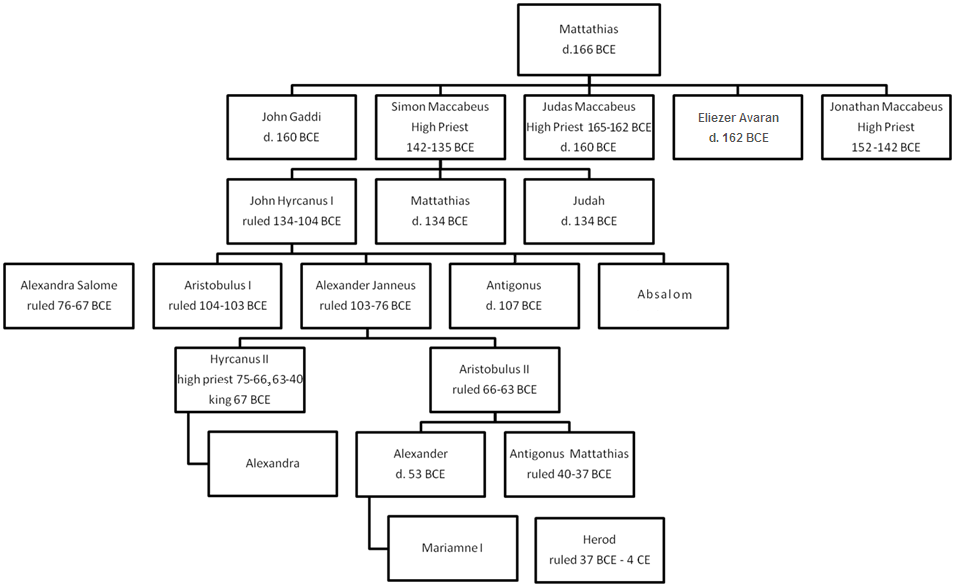
Rodokmen Hasmonejců (Makabejské dynastie)